# (9089) 1995 UC7
A (9089) 1995 UC7 a Naprendszer kisbolygóövében található aszteroida. Yoshisada Shimizu és Urata Takesi fedezte fel 1995. október 26-án.